# Montgermont
Montgermont (bret. Menezgervant) – miejscowość i gmina we Francji, w regionie Bretania, w departamencie Ille-et-Vilaine.

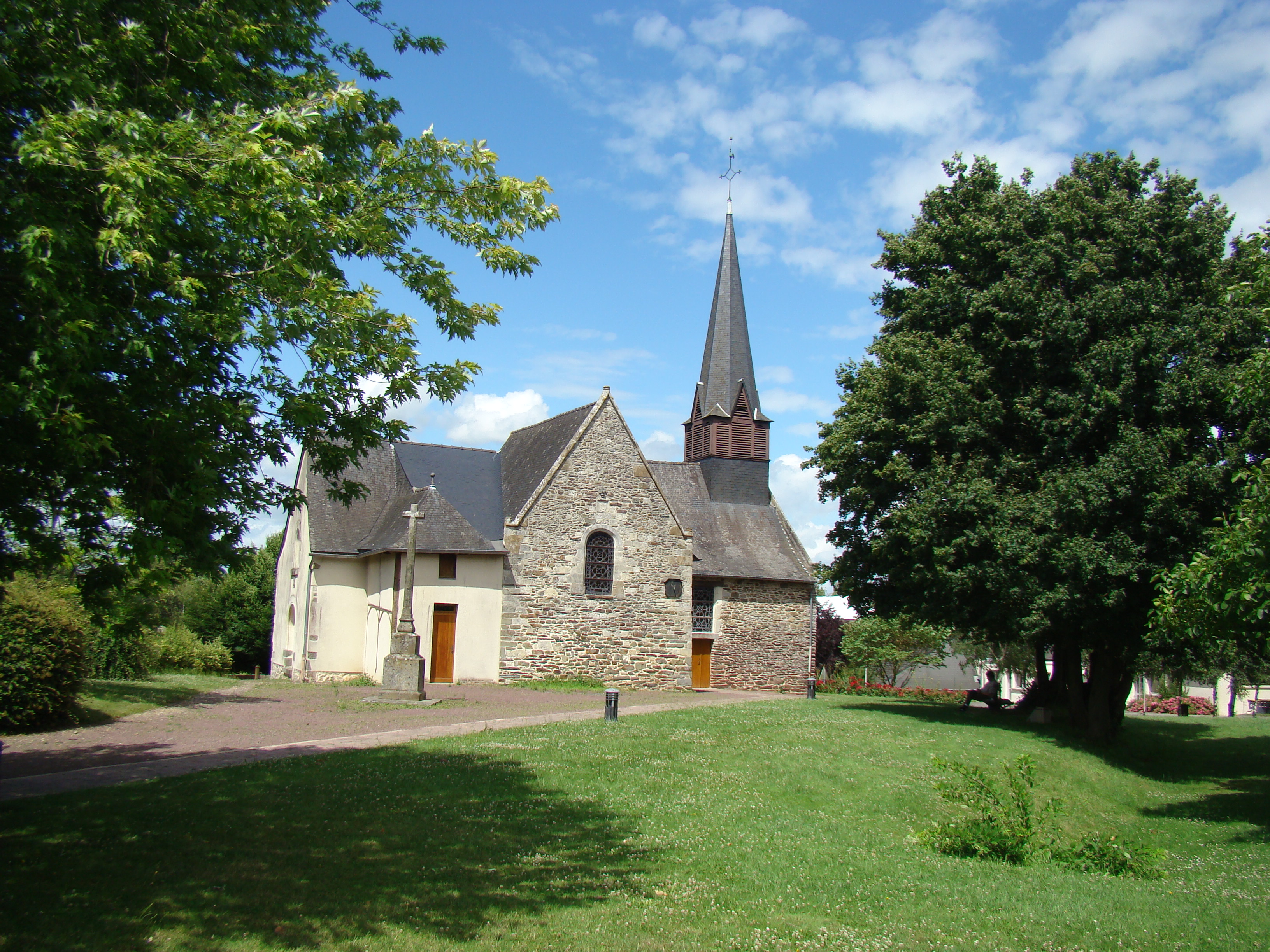
Kościół w Montgermont

Według danych na rok 1990 gminę zamieszkiwały 2402 osoby, a gęstość zaludnienia wynosiła 518 osób/km² (wśród 1269 gmin Bretanii Montgermont plasuje się na 248. miejscu pod względem liczby ludności, natomiast pod względem powierzchni na miejscu 1032.).